# Greg Rusedski
Greg Rusedski (Montreal, Quebec, 6 de septiembre de 1973) es un exjugador profesional de tenis el cual representó a Canadá durante sus primeros años de carrera para luego representar al Reino Unido desde 1995. Jugó una final de Grand Slam, ganó 1 Masters 1000 y llegó a ser 4 del mundo.

## Torneos de Grand Slam

### Finalista en Individuales
| Año  | Campeonato         | Oponente en la final | Resultado en final |
| 1997 | Abierto de EE. UU. | Patrick Rafter       | 3-6 2-6 6-4 5-7    |

## Títulos

### Individuales
| Leyenda                |
| Grand Slam (0)         |
| Tennis Masters Cup (0) |
| ATP Masters Series (1) |
| ATP Tour (14)          |

| N.º | Fecha                    | Torneo                 | Superficie | Oponente en la final | Resultado           |
| --- | ------------------------ | ---------------------- | ---------- | -------------------- | ------------------- |
| 1.  | 5 de julio de 1993       | Newport                | Césped     | Javier Frana         | 7-5 6-7 7-6         |
| 2.  | 24 de abril de 1995      | Seúl                   | Dura       | Lars Rehmann         | 6-4 3-1             |
| 3.  | 7 de octubre de 1996     | Pekín                  | Dura       | Martin Damm          | 7-6 6-4             |
| 4.  | 16 de junio de 1997      | Nottingham             | Césped     | Karol Kučera         | 6-4 7-5             |
| 5.  | 29 de septiembre de 1997 | Basilea                | Moqueta    | Mark Philippoussis   | 6-3 7-6 7-6         |
| 6.  | 16 de febrero de 1998    | Amberes                | Dura       | Marc Rosset          | 7-6 3-6 6-1 6-4     |
| 7.  | 2 de noviembre de 1998   | París Indoor           | Moqueta    | Pete Sampras         | 6-4 7-6 6-3         |
| 8.  | 27 de septiembre de 1999 | Grand Slam Cup, Múnich | Moqueta    | Tommy Haas           | 6-3 6-4 6-7 7-6     |
| 9.  | 11 de octubre de 1999    | Viena                  | Moqueta    | Nicolas Kiefer       | 6-7 2-6 6-3 7-5 6-4 |
| 10. | 26 de febrero de 2001    | San José               | Dura       | Andre Agassi         | 6-3 6-4             |
| 11. | 7 de enero de 2002       | Auckland               | Dura       | Jérôme Golmard       | 6-7 6-4 7-5         |
| 12. | 12 de agosto de 2002     | Indianápolis           | Dura       | Félix Mantilla       | 6-7 6-4 6-4         |
| 13. | 16 de junio de 2003      | Nottingham             | Césped     | Mardy Fish           | 6-3 6-2             |
| 14. | 5 de julio de 2004       | Newport                | Césped     | Alexander Popp       | 7-6 7-6             |
| 15. | 4 de julio de 2005       | Newport                | Césped     | Vince Spadea         | 7-6 2-6 6-4         |

### Finalista en individuales
- 1993: Pekín (pierde ante Michael Chang)
- 1995: Coral Springs (pierde ante Todd Woodbridge)
- 1997: Zagreb (pierde ante Goran Ivanišević)
- 1997: San Jose (pierde ante Pete Sampras)
- 1997: US Open (pierde ante Patrick Rafter)
- 1997: Viena (pierde ante Goran Ivanišević)
- 1998: Split (pierde ante Goran Ivanišević)
- 1998: Indian Wells (pierde ante Marcelo Ríos)
- 1998: Toulouse (pierde ante Jan Siemerink)
- 1999: Londres (pierde ante Richard Krajicek)
- 1999: Boston (pierde ante Marat Safin).
- 2004: Moscú (pierde ante Nikolay Davydenko).

### Dobles
| Leyenda                |
| Grand Slam (0)         |
| Tennis Masters Cup (0) |
| ATP Masters Series (0) |
| ATP Tour (3)           |

| N.º | Fecha                   | Torneo      | Superficie    | Pareja              | Oponentes en la final         | Resultado   |
| --- | ----------------------- | ----------- | ------------- | ------------------- | ----------------------------- | ----------- |
| 1.  | 4 de julio de 1994      | Newport     | Césped        | Alex Antonitsch     | Kent Kinnear David Wheaton    | 6-4 3-6 6-4 |
| 2.  | 9 de septiembre de 1996 | Bournemouth | Tierra batida | Marc-Kevin Gollener | Rodolphe Gilbert Nuno Marques | 6-3 7-6     |
| 3.  | 22 de febrero de 1999   | Londres     | Moqueta       | Tim Henman          | Byron Black Wayne Ferreira    | 6-3 7-6     |